# Tan Xue
Tan Xue (en chinois : 譚雪) est une escrimeuse chinoise née le 30 janvier 1984 à Tianjin. C'est une sabreuse.

## Palmarès
- Jeux olympiques
  -  Médaille d'argent en individuel aux Jeux olympiques d'été de 2004 à Athènes
  -  Médaille d'argent par équipes aux Jeux olympiques d'été de 2008 à Pékin

- Championnats du monde
  -  Médaille d'or en individuel aux championnats du monde 2002 à Lisbonne
  -  Médaille d'argent en individuel aux championnats du monde 2007 à Saint-Pétersbourg
  -  Médaille d'argent en individuel aux championnats du monde 2003 à La Havane
  -  Médaille d'argent par équipes aux championnats du monde 2003 à La Havane

- Championnats d'Asie
  -  Médaille d'or en individuel aux championnats d'Asie 2007 à Nantong
  -  Médaille d'or en individuel aux championnats d'Asie 2008 à Bangkok
  -  Médaille d'or en individuel aux championnats d'Asie 2010 à Séoul

- Épreuves de coupe du monde
  -  Médaille d'or en individuel dans des épreuves de coupe du monde : Moscou 2007 ; Budapest 2007 ; Foggia 2007 ; Hanoi 2007 ; Tianjin 2007
  -  Médaille d'argent en individuel dans des épreuves de coupe du monde : Lamezia Terme 2004 ; Londres 2006 ; Las Vegas 2007 ; Tianjin 2008
  -  Médaille de bronze en individuel dans des épreuves de coupe du monde : La Havane 2003 et 2004 ; Lamezia Terme 2006 ; Orléans 2008 ; Las Vegas 2008 ; Moscou 2009 ; Tianjin 2009